# Nicolás Tolosa
Franco Nicolás Tolosa (Venado Tuerto, 31 maggio 2001) è un calciatore argentino, difensore dell'Atlanta in prestito dall'Argentinos Juniors.

## Caratteristiche tecniche
Gioca come terzino sinistro.

## Carriera
Tolosa è cresciuto nel settore giovanile dell'Argentinos Juniors, con cui ha firmato il suo primo contratto professionistico nel giugno del 2022. A fine anno è stato ceduto in prestito al Barracas Central, con cui ha debuttato l'8 aprile 2023 nell'incontro di Primera División perso 3-0 contro il Talleres (C).

## Statistiche

### Presenze e reti nei club
Statistiche aggiornate al 2 aprile 2024.
| Stagione        | Squadra          | Campionato      | Campionato | Campionato | Coppe nazionali | Coppe nazionali | Coppe nazionali | Coppe continentali | Coppe continentali | Coppe continentali | Altre coppe | Altre coppe | Altre coppe | Totale | Totale | Totale |
| Stagione        | Squadra          | Comp            | Pres       | Reti       | Comp            | Pres            | Reti            | Comp               | Pres               | Reti               | Comp        | Pres        | Reti        | Pres   | Reti   |        |
| --------------- | ---------------- | --------------- | ---------- | ---------- | --------------- | --------------- | --------------- | ------------------ | ------------------ | ------------------ | ----------- | ----------- | ----------- | ------ | ------ | ------ |
| 2023            | Barracas Central | PD              | 7          | 0          | CA+CdL          | 0+9             | 1               |                    | -                  | -                  |             | -           | -           | 16     | 1      |        |
| 2024            | Barracas Central | PD              | 0          | 0          | CA+CdL          | 0               | 0               |                    | -                  | -                  |             | -           | -           | 0      | 0      |        |
| Totale carriera | Totale carriera  | Totale carriera | 7          | 0          |                 | 9               | 1               |                    | -                  | -                  |             | -           | -           | 16     | 1      |        |